# 世界にひとつのプレイブック
『世界にひとつのプレイブック』（せかいにひとつのプレイブック、Silver Linings Playbook）は、デヴィッド・O・ラッセル監督によるアメリカ合衆国のコメディ・ドラマ映画である。マシュー・クイックの同名小説を原作とし、ラッセルが脚本を執筆した。出演はブラッドリー・クーパー、ジェニファー・ローレンス、ロバート・デ・ニーロ、ジャッキー・ウィーヴァー、ジュリア・スタイルズ、クリス・タッカーらである。
2012年9月8日に第37回トロント国際映画祭でプレミア上映され、アメリカ合衆国では2012年11月21日に一般公開された。第85回アカデミー賞では作品賞を含む8部門にノミネートされ、ローレンスが主演女優賞を受賞した。

## あらすじ
躁うつ病のパットは、8ヶ月で精神病院を退院した。高校の歴史教師だったパットは、自宅でスティービー・ワンダーの『マイ・シェリー・アモール』が流れる中で、妻のニッキーと同僚の教師との浮気現場に遭遇してしまう。その場で浮気相手を暴行したことから、入院を命じられ、さらに裁判所からニッキーへの接近禁止を言い渡されていた。今は実家で両親と暮らし、療養をする日々だったが、『武器よさらば』や『マイ・シェリー・アモール』に激しく動揺し、毎日のように騒ぎを起こしても、パットは自分が正常だと信じ、復縁のため元妻に連絡を取ろうとし続けた。
友人ロニー夫妻の食事会で、ロニーの妻の妹ティファニーと知り合う。夫と死別したティファニーは、ショックで混乱し、性依存症となって女性を含む同僚全員と肉体関係を持ったことからトラブルとなり失職。今は心理療法を受ける身だった。二人は薬物療法の話題から意気投合し、食事に行くが、最終的には不調に終わる。その直後、『マイ・シェリー・アモール』を巡って少年たちとトラブルになる。警察官も駆けつける騒ぎになるが、ティファニーが事情を説明し、事なきを得る。
パットは元妻との連絡方法として、元妻の友人であるティファニー姉妹を通じて手紙を渡してもらおうと考える。元妻との連絡の橋渡しを条件に、パットはティファニーと社交ダンスの特訓を始める。ダンスが得意なティファニーは、自分を取り戻すためにダンスコンテストへの出場を決意し、初心者のパットをパートナーに選んだ。
ダンスを通じて、パットは自分が回復する手応えを感じる。ティファニーとも打ち解け、彼女は性依存症に陥った経緯を明かす。ティファニー夫妻はセックスで悩み、夫は状況を改善しようとランジェリーを購入した帰りに交通事故死したのだった。ティファニーは、パットに手紙の返事を渡す。まだ直接会うことはできないが、今後に期待が持てる前向きな内容だった。
パットの父親はアメフトのノミ屋をやっている。フィラデルフィア・イーグルスの話題を通じ、パットと親子の溝を埋めようとしていたと打ち明ける。そんな父は、ついに全財産を賭けて負けてしまった。それを知ったティファニーは、損失を取り戻すために、イーグルスの勝敗に加え、ダンスコンテストの自分たちの得点を対象にして、起死回生の賭けをセッティングした。
ダンスコンテストの日、ロニー夫妻は、会場にニッキーを連れて来る。ティファニーは激しく動揺する。それでもティファニーとパットは息の合ったダンスを披露するものの、素人ぶりは隠せず、ダンサー達からは失笑や慰めの声が聞こえる。しかし、結果発表を受けて、目標得点をクリアしたパット達は大喜びする。パットはニッキーの元に歩み寄って会話を交わし、それを見たティファニーは会場を後にする。
しかし、パットはティファニーの後を追い、二人は相思相愛となる。パットは、すでに元妻への未練を断ち切れていたのだった。

## キャスト
※括弧内は日本語吹替
- パットリック（パット）・ソリターノ・ジュニア - ブラッドリー・クーパー[8][9][10]（桐本琢也）

元・地元の学校の歴史教師。
- ティファニー・マクスウェル - ジェニファー・ローレンス[11]（牛田裕子）

未亡人。夫は警官だった。
- パトリツィオ（パット）・ソリターノ・シニア - ロバート・デ・ニーロ[9][10]（羽佐間道夫）

パットの父親。
- ドロレス・ソリターノ - ジャッキー・ウィーヴァー[12]（峰かずこ）

パットの母親。
- ダニー・マクダニエルズ - クリス・タッカー（斎藤恭央）

パットが入院中に親しくなったアフリカ系男性。
- クリフ・パテル医師 - アヌパム・カー[13]

パットの主治医。
- ロニー - ジョン・オーティス

パットの友人。
- ジェイク・ソリターノ - シェー・ウィガム

パットの優秀な兄。弁護士。
- ヴェロニカ - ジュリア・スタイルズ[14]（慶長佑香）

ティファニーの姉。ロニーの妻。
- ランディ - ポール・ハーマン（英語版）

パトリツィオの博打仲間。あくどい。
- キーオ巡査 - ダッシュ・ミホク

地元の担当警官。
- ニッキー - ブレア・ビー

パットの元妻。パットと同じ学校の教師で、同僚と浮気。

## 製作
ワインスタイン・カンパニーは原作本が出版される前に権利を買い取り、シドニー・ポラックとアンソニー・ミンゲラが存命の頃から計画を進めていた。ポラックはストーリーが面白くてロマンチックなだけでなく、感情的かつ厄介でトリッキーだと言ってラッセルに原作本を渡した。ラッセルは5年間で20回脚本を書き直したと見積もっている。ラッセルは物語が家族の関係を描き、また息子が双極性障害とOCDを患っているという接点があるために引き込まれた。
主要撮影は33日間かけて行われた。

### キャスティング
ラッセルは当初、ヴィンス・ヴォーンとズーイー・デシャネル主演で本作に取り掛かろうとしたが、先に『ザ・ファイター』に移った。マーク・ウォールバーグは『ザ・ファイター』に続いて本作でもラッセルと共同する予定であったが、製作の遅れがスケジュールの重複を引き起こしたために降板した。
アン・ハサウェイはティファニー・マクスウェル役にキャスティングされていたが、『ダークナイト ライジング』とのスケジュール競合のために降板した。他に、エリザベス・バンクス、キルスティン・ダンスト、アンジェリーナ・ジョリー、ブレイク・ライヴリー、ルーニー・マーラ、レイチェル・マクアダムス、アンドレア・ライズブロー、オリヴィア・ワイルドが検討されていた。
当初ラッセルはローレンスがこの役に適しているとは考えておらず、オーディションは形式だけのものであった。彼はローレンス（撮影時21歳）はクーパー（37歳）の相手役としては若すぎると考えていたが、オーディション後に改めた。

## 音楽

### サウンドトラック盤
| 専門評論家によるレビュー | 専門評論家によるレビュー |
| レビュー・スコア         | レビュー・スコア         |
| 出典                     | 評価                     |
| ------------------------ | ------------------------ |
| Allmusic                 | [ 23 ]                   |

サウンドトラック盤である『「世界にひとつのプレイブック」オリジナル・サウンドトラック』（Silver Linings Playbook: Original Motion Picture Soundtrack）は、アメリカ合衆国ではソニー・ミュージックエンタテインメントより2012年11月16日にデジタル・ダウンロード形式で発売された。日本では2013年1月9日に発売された。
サウンドトラックからのリードシングルである「シルヴァー・ライニング」はイギリスのシングルチャートで最高100位となった。
| #         | タイトル                                            | 作詞      | 作曲・編曲 | 歌手                                     | 時間 |
| --------- | --------------------------------------------------- | --------- | ---------- | ---------------------------------------- | ---- |
| 1.        | 「シルヴァー・ライニング・タイトル」                |           |            | ダニー・エルフマン                       | 3:12 |
| 2.        | 「マイ・シェリー・アモール」                        |           |            | スティーヴィー・ワンダー                 | 2:52 |
| 3.        | 「オールウェイズ・オールライト」                    |           |            | アラバマ・シェイクス                     | 4:04 |
| 4.        | 「アンスクエア・ダンス」                            |           |            | デイヴ・ブルーベック・カルテット         | 2:01 |
| 5.        | 「バッファロー」                                    |           |            | Alt-J featuring Mountain Man             | 3:15 |
| 6.        | 「ムーン・オブ・マナクーラ」                        |           |            | Les Paul & Mary Ford                     | 2:46 |
| 7.        | 「モンスター・マッシュ」                            |           |            | CrabCorps                                | 3:36 |
| 8.        | 「グッドナイト・ムーン」                            |           |            | Ambrosia Parsley & The Elegant Too       | 4:02 |
| 9.        | 「ナウ・アイム・ア・フール」                        |           |            | イーグルス・オブ・デスメタル             | 3:42 |
| 10.       | 「ウォーキング・ホーム」                            |           |            | ダニー・エルフマン                       | 1:04 |
| 11.       | 「北国の少女」                                      |           |            | ボブ・ディラン with ジョニー・キャッシュ | 3:40 |
| 12.       | 「シルヴァー・ライニング」                          |           |            | ジェシー・J                              | 3:24 |
| 13.       | 「ヘイ・ビッグ・ブラザー」                          |           |            | レア・アース                             | 4:45 |
| 14.       | 「マリア」(Bernstein Plays Brubeck Plays Bernstein) |           |            | デイヴ・ブルーベック・カルテット         | 3:20 |
| 合計時間: | 合計時間:                                           | 合計時間: | 45:36      |                                          |      |

### スコア盤
ダニー・エルフマンによるスコア盤がソニー・ミュージックエンタテインメントより2012年11月16日にデジタル・ダウンロード形式で発売された。
| #         | タイトル                     | 作詞  | 作曲・編曲 | 時間 |
| --------- | ---------------------------- | ----- | ---------- | ---- |
| 1.        | 「Silver Lining Titles」     |       |            | 3:11 |
| 2.        | 「Running Off」              |       |            | 2:01 |
| 3.        | 「Simple」                   |       |            | 1:55 |
| 4.        | 「With a Beat」              |       |            | 2:17 |
| 5.        | 「Tiny Guitars」             |       |            | 1:01 |
| 6.        | 「Walking Home」             |       |            | 1:04 |
| 7.        | 「Silver Lining Wild-Track」 |       |            | 2:57 |
| 8.        | 「The Book」                 |       |            | 0:41 |
| 9.        | 「Happy Ending」             |       |            | 3:52 |
| 10.       | 「Goof Track」               |       |            | 1:28 |
| 合計時間: | 合計時間:                    | 20:27 |            |      |

## 公開
ワールド・プレミアは2012年9月8日に第37回トロント国際映画祭で行われ、観客賞を受賞した。アメリカでは2012年11月21日に公開された。

## 評価

### 批評家の反応
第37回トロント国際映画祭でプレミア上映され、批評家から高評価された。Rotten Tomatoesでは227件のレビューがあり支持率は92%、平均値は8.1/10である。Metacriticでの加重偏差値は45件で81/100となっている。

### 興行収入
アメリカ合衆国とカナダでは16劇場で公開され、初週末に44万3003ドルを売り上げた。翌週末には367劇場に拡大され、約440万ドルを売り上げて9位に浮上した。12月30日までに745劇場に増え、北米累計興行収入は約2730万ドルに達した。2013年1月18日には2523劇場に拡大されてその週末に約1270万ドルを売り上げ、北米累計興行収入は約5670万ドルに達した。2013年2月には北米累計興行収入は1億ドルを突破した。

### 受賞とノミネート
第85回アカデミー賞では作品賞を含む8部門でノミネートされた。演技部門全てにノミネートされるのは1981年の『レッズ』以来である。また、主要5部門（作品・監督・主演男優・主演女優・脚色）すべてにノミネートされるのは2004年の『ミリオンダラー・ベイビー』以来である。
| 賞                                       | 部門                                    | 候補 | 結果       |
| ---------------------------------------- | --------------------------------------- | --- | ---------- |
| アカデミー賞                             | 作品賞                                  | ブルース・コーエン、ドナ・ジグリオッティ、ジョナサン・ゴードン                                                                      | ノミネート |
| アカデミー賞                             | 主演男優賞                              | ブラッドリー・クーパー | ノミネート |
| アカデミー賞                             | 主演女優賞                              | ジェニファー・ローレンス | 受賞       |
| アカデミー賞                             | 助演男優賞                              | ロバート・デ・ニーロ | ノミネート |
| アカデミー賞                             | 助演女優賞                              | ジャッキー・ウィーヴァー | ノミネート |
| アカデミー賞                             | 監督賞                                  | デヴィッド・O・ラッセル | ノミネート |
| アカデミー賞                             | 脚色賞                                  | デヴィッド・O・ラッセル | ノミネート |
| アカデミー賞                             | 編集賞                                  | ジェイ・キャシディ、クリスピン・ストラザーズ                                                                                        | ノミネート |
| アメリカン・フィルム・インスティチュート | ムービー・オブ・ザ・イヤー              | | 受賞       |
| 英国アカデミー賞                         | 主演男優賞                              | ブラッドリー・クーパー | ノミネート |
| 英国アカデミー賞                         | 主演女優賞                              | ジェニファー・ローレンス | ノミネート |
| 英国アカデミー賞                         | 脚色賞                                  | デヴィッド・O・ラッセル | 受賞       |
| クリティクス・チョイス・アワード         | 作品賞                                  | | ノミネート |
| クリティクス・チョイス・アワード         | 主演男優賞                              | ブラッドリー・クーパー | ノミネート |
| クリティクス・チョイス・アワード         | 主演女優賞                              | ジェニファー・ローレンス | ノミネート |
| クリティクス・チョイス・アワード         | 助演男優賞                              | ロバート・デ・ニーロ | ノミネート |
| クリティクス・チョイス・アワード         | キャスト賞                              | | 受賞       |
| クリティクス・チョイス・アワード         | 監督賞                                  | デヴィッド・O・ラッセル | ノミネート |
| クリティクス・チョイス・アワード         | 脚色賞                                  | デヴィッド・O・ラッセル | ノミネート |
| クリティクス・チョイス・アワード         | コメディ映画賞                          | | 受賞       |
| クリティクス・チョイス・アワード         | コメディ男優賞                          | ブラッドリー・クーパー | 受賞       |
| クリティクス・チョイス・アワード         | コメディ女優賞                          | ジェニファー・ローレンス | 受賞       |
| デトロイト映画批評家協会賞               | 作品賞                                  | | 受賞       |
| デトロイト映画批評家協会賞               | 監督賞                                  | デヴィッド・O・ラッセル | 受賞       |
| デトロイト映画批評家協会賞               | 主演男優賞                              | ブラッドリー・クーパー | ノミネート |
| デトロイト映画批評家協会賞               | 主演女優賞                              | ジェニファー・ローレンス | 受賞       |
| デトロイト映画批評家協会賞               | 助演男優賞                              | ロバート・デ・ニーロ | 受賞       |
| デトロイト映画批評家協会賞               | アンサンブル賞                          | | ノミネート |
| デトロイト映画批評家協会賞               | 脚本賞                                  | デヴィッド・O・ラッセル | 受賞       |
| ゴールデングローブ賞                     | 作品賞 (ミュージカル・コメディ部門)     | | ノミネート |
| ゴールデングローブ賞                     | 主演男優賞 (ミュージカル・コメディ部門) | ブラッドリー・クーパー | ノミネート |
| ゴールデングローブ賞                     | 主演女優賞 (ミュージカル・コメディ部門) | ジェニファー・ローレンス | 受賞       |
| ゴールデングローブ賞                     | 脚本賞                                  | デヴィッド・O・ラッセル | ノミネート |
| ゴッサム・インディペンデント映画賞       | アンサンブル賞                          | | ノミネート |
| インディペンデント・スピリット賞         | 作品賞                                  | デヴィッド・O・ラッセル | 受賞       |
| インディペンデント・スピリット賞         | 監督賞                                  | デヴィッド・O・ラッセル | 受賞       |
| インディペンデント・スピリット賞         | 主演女優賞                              | ジェニファー・ローレンス | 受賞       |
| インディペンデント・スピリット賞         | 主演男優賞                              | ブラッドリー・クーパー | ノミネート |
| インディペンデント・スピリット賞         | 脚本賞                                  | デヴィッド・O・ラッセル | 受賞       |
| ナショナル・ボード・オブ・レビュー賞     | 主演男優賞                              | ブラッドリー・クーパー | 受賞       |
| ナショナル・ボード・オブ・レビュー賞     | 脚色賞                                  | デヴィッド・O・ラッセル | 受賞       |
| ロサンゼルス映画批評家協会賞             | 主演女優賞                              | ジェニファー・ローレンス | 受賞       |
| サンディエゴ映画批評家協会賞             | 作品賞                                  | | ノミネート |
| サンディエゴ映画批評家協会賞             | 監督賞                                  | デヴィッド・O・ラッセル | ノミネート |
| サンディエゴ映画批評家協会賞             | 主演男優賞                              | ブラッドリー・クーパー | ノミネート |
| サンディエゴ映画批評家協会賞             | 主演女優賞                              | ジェニファー・ローレンス | ノミネート |
| サンディエゴ映画批評家協会賞             | 脚色賞                                  | デヴィッド・O・ラッセル | ノミネート |
| サンディエゴ映画批評家協会賞             | アンサンブル演技賞                      | | ノミネート |
| 全米製作者組合賞                         | 劇場映画賞                              | ブルース・コーエン、ドナ・ジグリオッティ、ジョナサン・ゴードン                                                                      | ノミネート |
| サテライト賞                             | 作品賞                                  | | 受賞       |
| サテライト賞                             | 映画主演男優賞                          | ブラッドリー・クーパー | 受賞       |
| サテライト賞                             | 映画主演女優賞                          | ジェニファー・ローレンス | 受賞       |
| サテライト賞                             | 映画助演男優賞                          | ロバート・デ・ニーロ | ノミネート |
| サテライト賞                             | 監督賞                                  | デヴィッド・O・ラッセル | 受賞       |
| サテライト賞                             | 脚色賞                                  | デヴィッド・O・ラッセル | ノミネート |
| サテライト賞                             | 編集賞                                  | ジェイ・キャシディ | 受賞       |
| 全米映画俳優組合賞                       | 主演男優賞                              | ブラッドリー・クーパー | ノミネート |
| 全米映画俳優組合賞                       | 主演女優賞                              | ジェニファー・ローレンス | 受賞       |
| 全米映画俳優組合賞                       | 助演男優賞                              | ロバート・デ・ニーロ | ノミネート |
| 全米映画俳優組合賞                       | キャスト賞                              | ブラッドリー・クーパー、ロバート・デ・ニーロ、アヌパム・カー、 ジェニファー・ローレンス、クリス・タッカー、ジャッキー・ウィーヴァー | ノミネート |
| セントルイス映画批評家協会賞             | 主演男優賞                              | ブラッドリー・クーパー | ノミネート |
| セントルイス映画批評家協会賞             | 主演女優賞                              | ジェニファー・ローレンス | ノミネート |
| セントルイス映画批評家協会賞             | 脚本賞                                  | デヴィッド・O・ラッセル | ノミネート |
| トロント国際映画祭                       | 観客賞                                  | デヴィッド・O・ラッセル | 受賞       |
| ワシントンD.C.映画批評家協会賞           | 作品賞                                  | | ノミネート |
| ワシントンD.C.映画批評家協会賞           | 主演女優賞                              | ジェニファー・ローレンス | ノミネート |
| ワシントンD.C.映画批評家協会賞           | 脚色賞                                  | デヴィッド・O・ラッセル | 受賞       |

## ソフト化
日本版の発売元はGAGA、販売元は東宝。
- コレクターズエディション（ブルーレイ版1枚組、DVD版2枚組 本編122分、特典映像102分）2013年8月23日発売
  - 初回限定生産アウターケース付
  - 映像特典
    - 未公開シーン集(別エンディングも含め17シーン)
    - メイキング
    - キャスト・スタッフによるQ&A
    - ダンス・リハーサル
    - パットとティファニーのように踊ってみよう!
    - ブラッドリー・クーパー、カメラマンに挑戦
    - 予告編